# SW Columbae
SW Columbae es una gigante roja de la constelación de columba, es una de las estrellas más brillantes de la constelación, se encuentra a 652.4 años luz, justo 200 parsecs.

## Propiedades Físicas
SW Columbae es una gigante roja bastante brillante para su clase, su tipo espectral es M2III, tiene 5.78 de magnitud visual, -0.72 de absoluta y un índice de color de 1.626.
SW Columbae tiene una temperatura de 3700K aproximadamente con una luminosidad bolométrica de 275.6 luminosidades solares, una masa de 5 soles y un radio de 40.4 radios solares, una gigante roja bastante grande, pero no llega a supergigante por su masa.
SW Columbae también se ha observado que posiblemente tenga una variación de largo periodo.